# 대진운수 (광주)
대진운수 유한회사(大進運輸 有限會社)는 광주광역시의 시내버스 운송 업체이다. 본사는 광주광역시 북구 하서로 768 (용전동)에 있다.

## 역사
1985년 광주여객 광주시 북구 용전동 영업소 분리 독립 설립 되었으며 현재 직행좌석 1개, 간선노선 3개, 지선노선 4개의 노선을 운영하고 있다.

## 현황
2016년 5월 기준이다.
| 운행업체 | 면허 대수 | 면허 대수 | 면허 대수  | 면허 대수 | 주소            | 면허 일자      |
| -------- | --------- | --------- | ---------- | --------- | --------------- | -------------- |
| 운행업체 | 대수 합계 | 시내버스  | 농어촌버스 | 시외버스  | 주소            | 면허 일자      |
| 대진운수 | 51        | 51        | -          | -         | 북구 하서로 768 | 1985년 6월 5일 |

## 운행 노선
- ● 좌석02번: 무등산국립공원(증심사) ~ 한국에너지공과대학본관(대창운수, 동화운수, 라정시내버스, 삼아교통, 세영운수, 을로운수, 삼원운수, 대원시내버스, 현대교통 공동운행)
- ● 수완03번: 송원대 ~ 대창운수 (광주종합버스터미널 경유) (대원시내버스, 대창운수, 동화운수, 세영운수, 을로운수, 삼원운수 공동운행)
- ● 운림51번: 첨단종점 ~ 무등산국립공원(증심사)(경신여고 경유)
- ● 금남58번: 동림삼익아파트 ~ 문화전당역
- ● 상무63번: 상무지구 ~ 대한적십자사광주지부
- ● 용봉83번: 비엔날레전시관 ~ 비엔날레전시관(광주역 경유)
- ● 용전84번: 송강정 ~ 양동시장역
- ● 송정96번: 대산삼거리 ~ 용봉마을 (동산마을 경유)(라정시내버스공동운행)
- ● 용전184번: 수북 ~ 동부소방서

## 보유 차량
전 차량이 현대자동차의 버스 차종으로 운행한다.
- 현대 그린시티
- 현대 뉴-카운티
- 현대 뉴 슈퍼 에어로시티
- 현대 저상 뉴 슈퍼 에어로시티
- 현대 블루시티
- 현대 유니시티
- 현대 일렉시티
- 현대 뉴 프리미엄 유니버스 엘레강스